# Calandrella
Calandrella is een geslacht van zangvogels uit de familie Alaudidae (leeuweriken).

## Soorten
Het geslacht kent de volgende soorten:
- Calandrella acutirostris  – Tibetaanse leeuwerik
- Calandrella blanfordi  – Blanfords leeuwerik
- Calandrella brachydactyla  – Kortteenleeuwerik
- Calandrella cinerea  – Roodkapleeuwerik
- Calandrella dukhunensis  – Chinese kortteenleeuwerik
- Calandrella eremica  – Roestkruinleeuwerik